# Radio Compagnie
Radio Compagnie was de lokale radio-omroep van de voormalige gemeente Hoogezand-Sappemeer. Na de gemeentelijke herindeling, waardoor op 1 januari 2018 de nieuwe gemeente Midden-Groningen ontstond, is de zender nog tot 1 oktober 2019 in de lucht geweest.
De omroep was via de ether te beluisteren op FM 105.2. Het bereik van de zender ging verder dan Hoogezand-Sappemeer. Ook in aangrenzende gemeenten was de omroep te beluisteren. Radio Compagnie is altijd in mono te beluisteren geweest. Via de kabel was de omroep te beluisteren op 105.0. Ook had de zender een eigen internetpagina (www.radiocompagnie.nl), waar de uitzendingen overal in de wereld te volgen waren. Ook was het mogelijk om uitzendingen terug te luisteren via uitzending gemist.

## Geschiedenis
Radio Compagnie ontstond uit de Bejaarden Omroep Hoogezand-Sappemeer (BHOS), die uitzond vanuit het bejaardenverzorgingstehuis Sint Jozef in Sappemeer. De eerste uitzending onder de naam Radio Compagnie vond plaats op 1 april 1990. De naam was ontleend aan de voormalige verveningscompagnieën in de gemeente, zoals Borgercompagnie, Nieuwe Compagnie en Tripscompagnie. De eerste studio bevond zich in de (schuil)kelder van de Rijks Hogere Burgerschool te Sappemeer. Dat gebouw deed in die tijd tevens dienst als kantoor van energiebedrijf EGD. Later kwam een studio boven de voormalige bibliotheek van Sappemeer aan de Noorderstraat in gebruik. De uitzendingen waren te beluisteren op de etherfrequentie 105,2 FM, via de kabel op de 105.0 en op de website.
In de eerste jaren van het bestaan van de omroep werden buiten de eigen uitzendtijden, de programma's van Radio 10 Gold uitgezonden. Radio 10 Gold was een van de eerste commerciële radio-omroepen begin jaren'90 dat destijds alleen uitzond via de kabel. In de regio Hoogezand-Sappemeer werd het signaal van Radio 10 Gold via de ether op de eigen frequentie 105.2 uitgezonden door Radio Compagnie. Omdat Radio Compagnie een publieke status had mocht het de reclames van het commerciële radiostation niet uitzenden en werden er tijdens reclameblokken, eigen promo's gedraaid. 
Toen Radio Compagnie haar intrek nam in 1993 in de nieuwe studio  aan de Noorderstraat 109 A in Sappemeer ging de omroep over op eigen 24-uurs uitzendingen, welke buiten de reguliere programma's bestond uit non-stop muziek. 
De nieuwe studio van Radio Compagnie was voor die tijd uiterst modern en had veel faciliteiten, zeker voor een omroep met een lokaal karakter. 
In 1993 kwam de omroep in het Guinness Book of Records door een recordpoging, waarbij door vier medewerkers van de omroep een 125-urige uitzending werd gemaakt, zonder nachtrust. Een van de presentatoren tijdens deze recordpoging was Eric Bats, die tegenwoordig bij RTV Noord werkt.
In het begin van de omroep kende de omroep ca. 90 medewerkers, die dagelijks diverse programma's maakten. Ook werd er in de beginjaren een dagelijks nieuws-en actualiteitenprogramma gemaakt en was er na het nieuws om het hele uur dat vanuit Hilversum werd uitgezonden een blok lokaal nieuws. Daarnaast waren er diverse doelgroep en amusementsprogramma's. Enkele programma's zijn tot de opheffing in oktober 2019 blijven bestaan. Voorbeelden hiervan zijn; Toezeboudel, een cultuurprogramma waarbij de Groningse streektaal centraal stond, Muziekarchief, muziekprogramma en Radio Bingo, amusementsprogramma waarbij er voor de luisteraar diverse prijzen gewonnen konden worden. Er zijn ook diverse programma's geweest die voor een lange periode hebben bestaan. Voorbeelden hiervan zijn; Evelyn top 25, een lokale hitlijst gekoppeld aan de singleverkoop van de plaatselijke CD zaak Evelyn Novacek, Sportcompagnie, programma waarbij de plaatselijke sport centraal stond, Muzikale Zegeningen, kerkelijk programma, Fa Waka Cunta Bai, programma voor de Antiliaanse en Surinaamse gemeenschap. Dergelijke programma's hebben vele jaren bestaan. 
Daarnaast zijn er tal van andere programma's geweest die zowel voor langere als voor kortere periode te beluisteren zijn geweest. Door terugloop in het aantal vrijwilligers is het aantal uitzendingen de afgelopen jaren verminderd. Wel is Radio Compagnie tot het laatste moment 24 uur per dag te beluisteren geweest met buiten de uitzenduren een eigen format non-stop muziek.
Er zijn door Radio Compagnie ook diverse thema-uitzendingen geweest, waarbij soms ook een heel weekend met 24/48 uur live-uitzendingen een muziekthema behandelden. In 1994 was er een thema-uitzending van 24 uur onder het motto 'Stralend de Zomer in', waarbij geld werd ingezameld voor een zogeheten straalzender. Dit is een zender waardoor Radio Compagnie betere locatie-uitzendingen kon gaan verzorgen.  Tijdens dit evenement werd er door tal van medewerkers geld opgehaald bij bedrijven en inwoners, hetgeen omlijst werd met een 24 uursuitzending. De actie werd een succes en de straalzender kon worden aangeschaft.
De omroep is altijd een vrijwilligersorganisatie geweest. Halverwege de jaren 90 is wel geprobeerd om overdag te werken met betaalde presentatoren/Dj's die middels een raamprogrammering van maandag t/m vrijdag overdag programma's maakten. In de avonduren en in de weekenden werden de programma's verzorgd door vrijwilligers. Deze situatie heeft enkele maanden bestaan en bleek niet levensvatbaar te zijn.
Eind jaren'90 dreigde de omroep om te vallen door financiële tekorten en werd een beroep gedaan op de voormalige gemeente Hoogezand-Sappemeer. Tijdens een raadsvergadering, waarbij tientallen medewerkers van de omroep op de publieke tribune zaten, werd besloten dat Radio Compagnie steun kreeg van de gemeente, waardoor de omroep kon blijven bestaan.

## Opheffing
De omroep is in 2019 opgeheven. Na de gemeentelijke herindeling waren er twee omroepen uit de voormalige gemeenten Slochteren, Menterwolde en Hoogezand-Sappemeer blijven bestaan. Regio FM, met als werkgebied de voormalige gemeente Slochteren en Radio Compagnie dat zich richtte op de gemeente Hoogezand-Sappemeer. De lokale omroep van Menterwolde was al voor de overgang naar Midden-Groningen opgeheven, waardoor in de laatste periode van Radio Compagnie ook de voormalige gemeente Menterwolde tot het aandachtsgebied ging behoren. Na de opheffing is Regio FM in de gemeente Midden-Groningen de enige nog bestaande lokale omroep.